# Saline Wilhelmshall

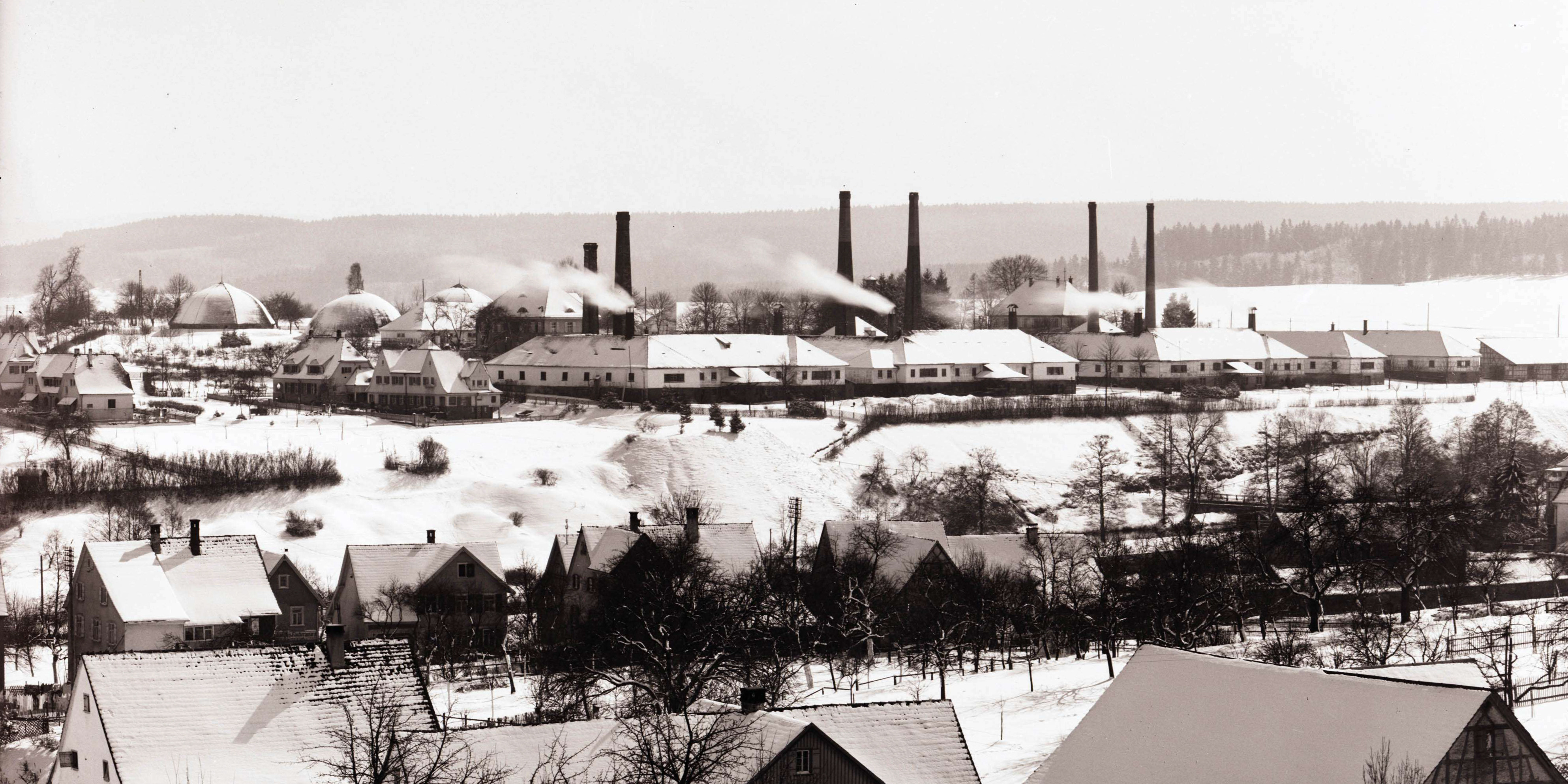
Saline Wilhelmshall bei Rottweil

In den Salinen Wilhelmshall am oberen Neckar wurde ab 1824 Sole gefördert und Siedesalz gewonnen. Die nach dem württembergischen König Wilhelm I. benannte Saline bei Schwenningen wurde 1865 stillgelegt, die Saline bei Rottweil war bis 1969 in Betrieb.

## Geschichte
Zu Beginn des 19. Jahrhunderts standen dem Königreich Württemberg die Solequellen bei Sulz am Neckar, Schwäbisch Hall, Offenau und Niedernhall zur Salzgewinnung zur Verfügung. Der Ertrag reichte für die Versorgung der Bevölkerung nicht aus. Man versuchte durch Bohrungen neue Salzvorkommen zu erschließen, die tief unter dem Kochertal vermutet wurden. 1815 war eine Tiefbohrung bei Jagstfeld erfolgreich, aus der ab 1817 die Saline Friedrichshall entstand.
Auch am oberen Neckar waren Salzvorkommen schon lange bekannt und wurden in der Saline Sulz genutzt. Deshalb vermutete man hier ebenfalls Steinsalzlager in der Tiefe. Außer der Unabhängigkeit von Salzeinfuhren lockte die Aussicht auf lukrative Exporte in die nahe gelegene Schweiz.

### Saline Wilhelmshall bei Schwenningen
Nachdem eine Tiefbohrung im badischen Dürrheim im Februar 1822 erfolgreich war, begann wenige Monate später in der Umgebung des württembergischen Schwenningen die Suche nach dem begehrten Salz. Die erste Bohrung bei Mühlhausen wurde nicht fündig. Die zweite Bohrung beim Schwenninger Moos, direkt an der Grenze zu Baden, stieß am 26. Juli 1823 in 162 m Tiefe auf ein Salzlager. Insgesamt führte man von 1822 bis 1825 sieben Bohrungen durch, von denen vier Salzlager erschlossen. Die übrigen Bohrversuche wurden abgebrochen, da sie auf unterirdische Hohlräume stießen oder kein Salz erreichten. Eine letzte Tiefbohrung fand im Jahr 1836 statt, um die Produktion zu erhöhen und die Soleförderung während der Reinigung und Reparatur anderer Bohrlöcher sicherzustellen.
| Bohrloch | Bohrarbeiten          | Lage              | Höhe          | Tiefe des Salzlagers | Mächtigkeit | Tiefe der Bohrung |
| -------- | --------------------- | ----------------- | ------------- | -------------------- | ----------- | ----------------- |
| 1        | Apr. 1822 – Feb. 1823 | Meßnerbühl        | 691 m ü. NN   |                      |             | 186 m             |
| 2        | Okt. 1822 – Sep. 1823 | Vorderes Bohrhaus | 712,5 m ü. NN | 162,4 m              | > 10,6 m    | 173 m             |
| 3        | Mai 1823 – März 1824  | Hinteres Bohrhaus | 710 m ü. NN   | 153 m                | > 14,3 m    | 167,3 m           |
| 4        | Herbst 1823           | Hinteres Bohrhaus | 710 m ü. NN   |                      |             | 45 m              |
| 5        | März 1824 – Apr. 1825 | Vorderes Bohrhaus | 712,5 m ü. NN | 163,1 m              | > 14,3 m    | 177,4 m           |
| 6        | ab Mai 1824           | Kuhbühl           | 705 m ü. NN   | 144,1 m              | 4 m         | 159,8 m           |
| 7        | Juni 1824 – Juli 1825 | Salinenhof        | 709 m ü. NN   |                      |             | 127,5 m           |
| 8        | 1836–1837             | Hinteres Bohrhaus | 710 m ü. NN   | 152 m                | 16,4 m      | 171,3 m           |

Die Bohrungen erfolgten von Hand mit Schneckenbohrern, Meißeln und Bohrlöffeln, die an hölzernen Bohrstangen befestigt waren. Mantelrohre verhinderten das Nachfallen von Gestein. Zur Soleförderung wurde eine Kolbenpumpe eingebaut, von der ein Saugrohr bis ins Salzlager führte.
Am hochgelegenen Schwenninger Moos stand keine Wasserkraft zur Verfügung. Die Sole musste deshalb zunächst von Hand heraufgepumpt werden, später setzte man Pferdegöpel als Antrieb ein. Vorübergehend wurde am Bohrloch 3 ein Windrad errichtet, das sich jedoch nicht bewährte und später ebenfalls durch Pferdekraft ersetzt wurde.
Das erste Siedhaus entstand beim Bohrloch 2 im Gewann Hilben. Es war für die Produktion von 1000 t Salz pro Jahr ausgelegt. Die am 5. Januar 1824 in Betrieb genommene Siedhütte war als Provisorium bis zur Fertigstellung der Saline bei Schwenningen gedacht. Damit konnte die württembergische Regierung die Ende 1823 mit der Schweiz abgeschlossenen Salzlieferungsverträge erfüllen, mit denen man den badischen Nachbarn zuvorgekommen war.

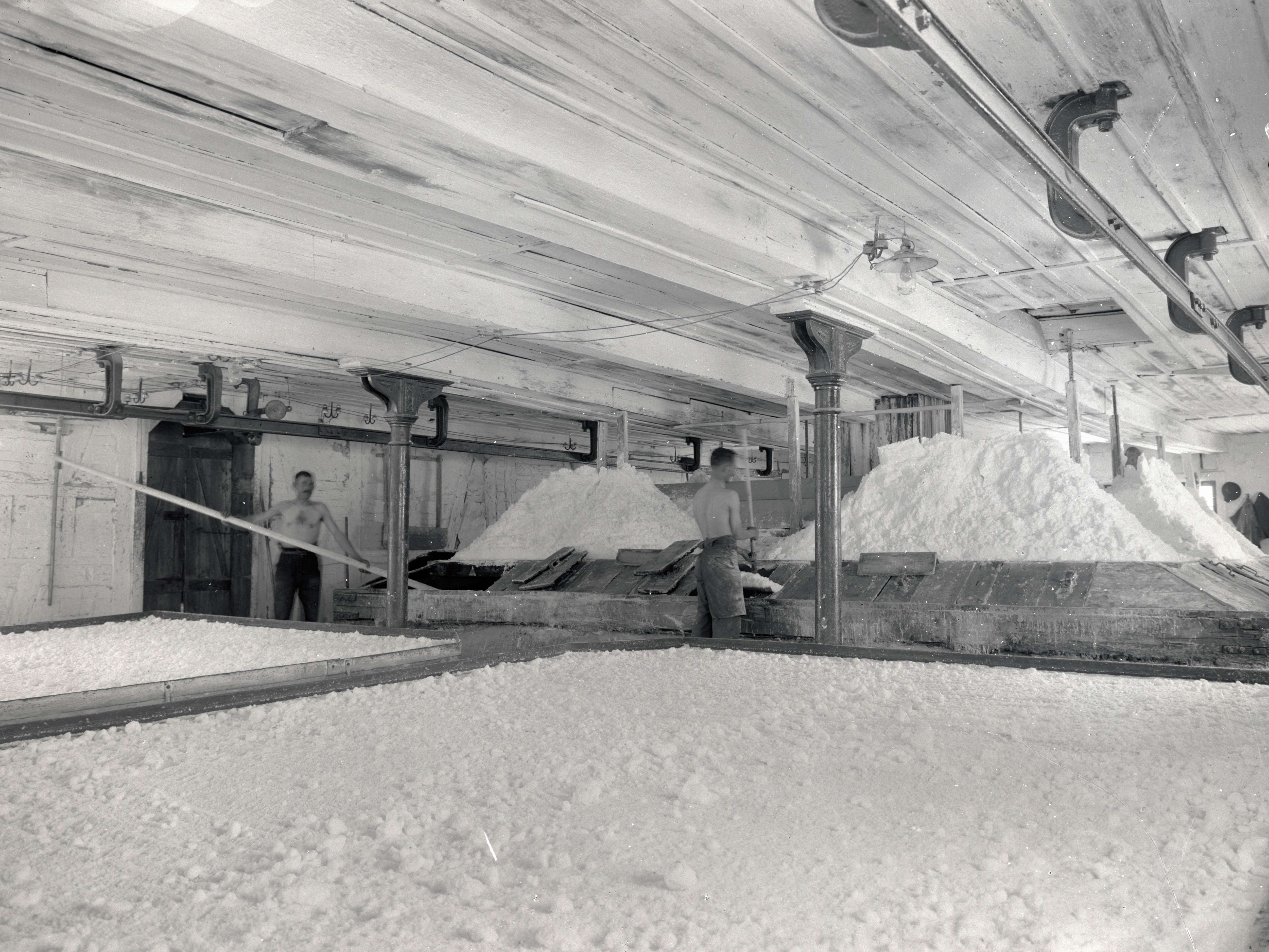
Salzgewinnung im Siedhaus

Die neue Saline bei Schwenningen nahm nach weniger als einem Jahr Bauzeit im Herbst 1824 den Betrieb auf. Sie umfasste zwei Solebehälter, vier Siedhäuser, ein Salzmagazin, Werkstätten und Wohnungen. Die Anlage wurde später um einen weiteren Solebehälter und ein Siedhaus erweitert. Von den Solebrunnen in Hilben führte eine knapp 2,9 km lange Deichelleitung mit 15 m Gefälle zu den Solebehältern der Saline. Von dort gelangte die Sole in die Wärme- und Siedepfannen der Siedhäuser. Alle 8 bis 18 Stunden wurde das ausgefallene Salz abgezogen und in Dörrstuben getrocknet und verpackt.
Zur Befeuerung der Siedepfannen waren große Mengen Brennstoff nötig. Holz war knapp und teuer, und man war von Lieferanten aus dem badischen Umland abhängig. Deshalb wurde schon bald Torf aus dem Schwenninger Moos als Brennmaterial benutzt. Zur Lagerung errichtete man drei große Torfmagazine. Über die gesamte Betriebszeit wurde der Brennstoffbedarf zu einem Drittel aus Holz und zu zwei Dritteln aus Torf gedeckt.
Die Saline Schwenningen beschäftigte 30 bis 50 Arbeiter. Hinzu kamen Aufträge an Handwerker, Fuhrleute, Holzhauer und Torfstecher in der Umgebung. Im damals wenig industrialisierten Schwenningen war der Betrieb der Saline ein bedeutender Wirtschaftsfaktor.
Die Produktion stieg bis Mitte des 19. Jahrhunderts auf über 5000 t pro Jahr, von denen der größte Teil in die Schweiz geliefert wurde. Das beste Betriebsergebnis erzielte man 1839/1840 mit 6659 t. Insgesamt wurden in 42 Betriebsjahren rund 160.000 t Koch- und Viehsalz produziert. Ab 1850 ging der Absatz zurück, da die Schweiz mittlerweile eigene Salzvorkommen erschlossen hatte. Weitere Konkurrenz entstand mit dem Salzwerk Stetten bei Haigerloch und dem Ausbau der Dürrheimer Saline. Im Dezember 1865 wurde die Saline bei Schwenningen stillgelegt. Auf dem nördlichen Teil des einstigen Werkgeländes, wurde 1900 die Staatliche Feintechnikschule errichtet.

### Saline Wilhelmshall bei Rottenmünster
Im Februar 1824 begannen die Bohrarbeiten an zwei Stellen südlich von Rottweil. Während die erste Bohrung beim Kloster Rottenmünster nur ein geringes Salzvorkommen erschloss, stieß die zweite Bohrung im Primtal in 134 m Tiefe auf ein Steinsalzlager von fast 10 Metern Mächtigkeit. Die weiteren Bohrungen wurden daher im Primtal durchgeführt.
| Bohrloch | Bohrarbeiten          | Lage                  | Höhe          | Tiefe des Salzlagers | Mächtigkeit | Tiefe der Bohrung |
| -------- | --------------------- | --------------------- | ------------- | -------------------- | ----------- | ----------------- |
|          | Feb. 1824 – Dez. 1824 | Kloster Rottenmünster | 561,8 m ü. NN | 112,94 m             | 2,03 m      | 136,37 m          |
| 1        | Feb. 1824 – Dez. 1824 | Oberes Bohrhaus       | 566,7 m ü. NN | 134 m                | 9,7 m       | 144,4 m           |
| 2        | Jan. 1825 – Okt. 1825 | Oberes Bohrhaus       | 566,7 m ü. NN | 134 m                | 11 m        | 148,6 m           |
| 3        | März 1825 – Jan. 1826 | Riedwiesen            | 569,3 m ü. NN | 138,66 m             | 6,59 m      | 146,68 m          |
| 4        | März 1825 – Dez. 1825 | Riedwiesen            | 569,3 m ü. NN | 138,37 m             | 5,16 m      | 169,6 m           |
| 5        | Apr. 1830 – Mai 1831  | Unteres Bohrhaus      | 565 m ü. NN   | 137 m                | 8,45 m      | 148,9 m           |
| 6        | Feb. 1835 – Juli 1836 | Unteres Bohrhaus      | 565 m ü. NN   | 136 m                | > 7,6 m     | 143,6 m           |
| 7        | Jan. 1838 – Apr. 1839 | Unteres Bohrhaus      | 565 m ü. NN   | 137,2 m              | 8,8 m       | 146,6 m           |
| 8        | Feb. 1849 – Okt. 1849 | Unteres Bohrhaus      | 565 m ü. NN   | 135,2 m              | 12,9 m      | 169,3 m           |
| 9        | Mai 1851 – Feb. 1852  | Oberes Bohrhaus       | 566,7 m ü. NN | 133,4 m              | 9,1 m       | 157,95 m          |
| 10       | März 1939 – Okt. 1939 | Oberes Bohrhaus       | 566,7 m ü. NN | 129,5 m              | 9 m         | 155,5 m           |

Der Standort bei Rottweil hatte viele Vorteile: Die Bohrlöcher waren weniger tief als in Schwenningen, wo die Sole aus rund 170 m Tiefe gefördert werden musste. Brennholz konnte aus den umliegenden Wäldern bezogen werden. Es gab gute Straßenverbindungen ins Inland und in die Schweiz, und schließlich stand im Primtal ausreichend Wasserkraft für den Antrieb der Pumpen zur Verfügung.

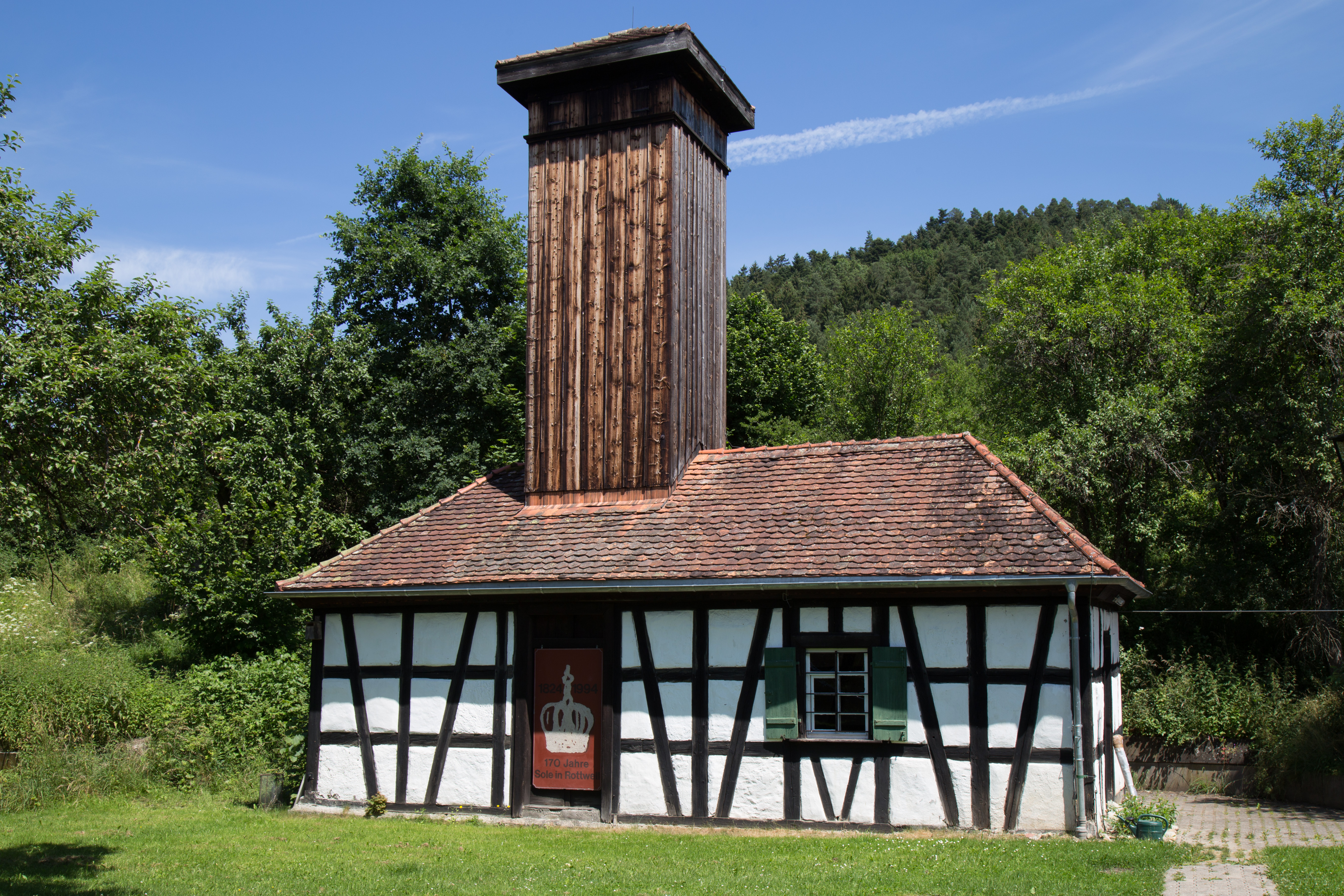
Bohrhaus im Primtal (heute Salinenmuseum)

Über den Solebrunnen wurden Bohrhäuser errichtet. Ihr Turm diente dem Aus- und Einbau der Solepumpen und Saugrohre zur Reinigung und Reparatur. An jedem Standort sorgte ein Wasserrad für den Antrieb der Pumpen.
Die Solebrunnen 1 und 2 wurden rund 25 Jahre genutzt und dann durch Bohrung 9 ersetzt. Die Bohrlöcher 3 und 4 in den Riedwiesen lieferten bald nur noch unzureichende Erträge. Stattdessen legte man einen Kilometer nördlich die Bohrungen 5 und 6 an und versetzte das Bohrhaus dorthin. Die Solebrunnen 7 und 8 am gleichen Standort und die 1939 angelegte Bohrung 10 waren bis zur Stilllegung der Saline 1969 in Betrieb.
Die Gebäude der Saline entstanden auf einer Anhöhe zwischen Neckartal und Primtal unweit des Klosters Rottenmünster. Am 24. Juni 1825, ein halbes Jahr nachdem die Bohrung im Primtal fündig wurde, begann die Salzproduktion. Ende 1825 waren sechs Siedhäuser und zwei Solebehälter mit Zuführung von den Solebrunnen in Betrieb. Zwei der ursprünglich geplanten acht Siedhäuser wurden als Werkstatt und Lagerraum genutzt. In den darauf folgenden Jahren entstanden vier Torfmagazine zur Lagerung des Brennmaterials, eine Schmiede, ein Pferdestall, sowie Verwaltungs- und Wohngebäude.
Von den Bohrhäusern im Primtal führte eine Soleleitung zu den Solebehältern der Saline. Diese hatte einen Höhenunterschied von rund 30 m zu überwinden. Als Druckleitung wurden gusseiserne Rohre, im übrigen Bereich hölzerne Deicheln verlegt. Die Speicher waren so angelegt, dass die Sole durch Schwerkraft in die Pfannen der Siedhäuser fließen konnte.

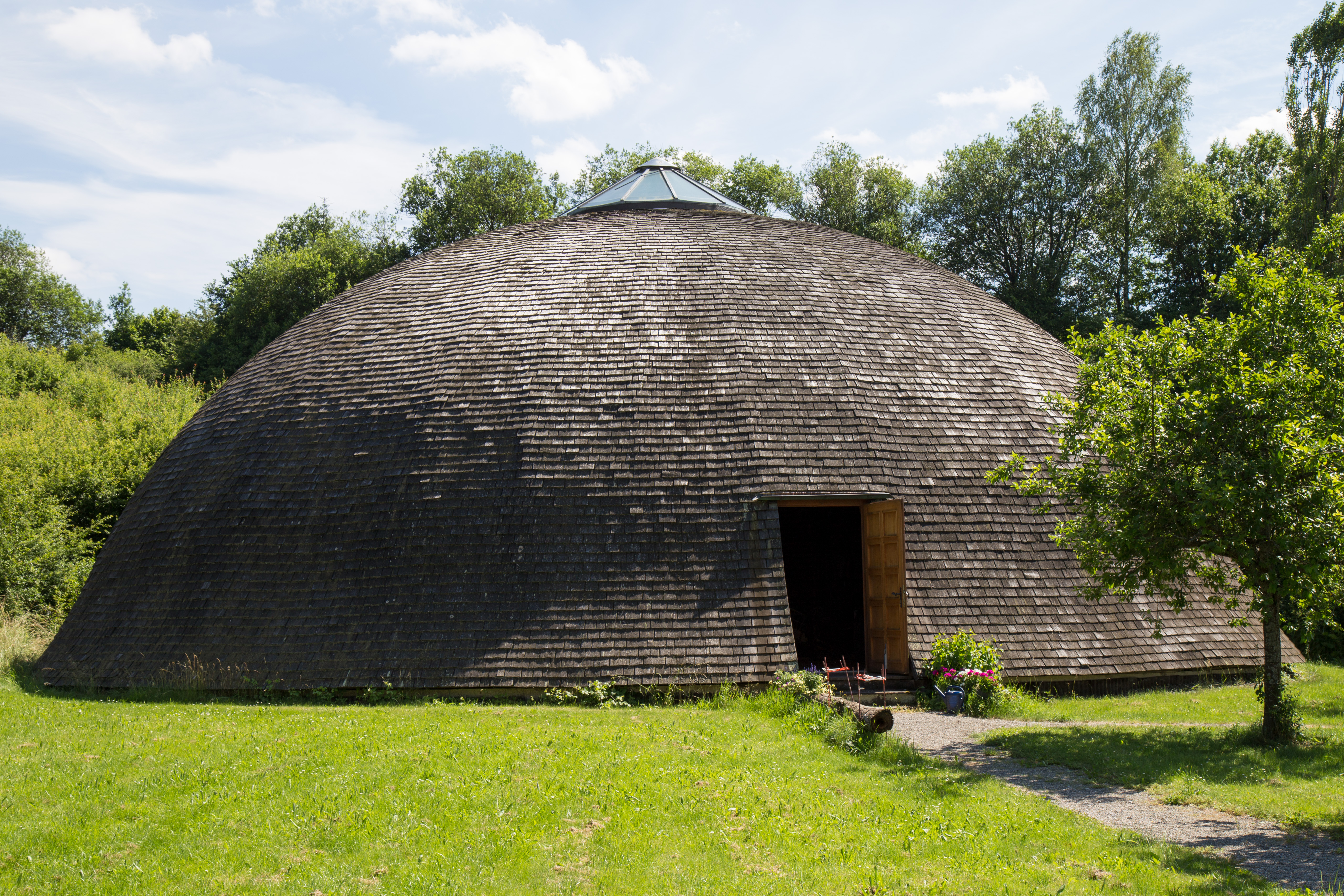
Ehemaliger Sole-Rundbehälter (heute Salinenmuseum)

Die Solebehälter waren nötig um die Produktion auch während der Reinigung und Reparatur einzelner Solebrunnen aufrechtzuerhalten. Darüber hinaus stand in Trockenzeiten nicht genügend Wasserkraft zum Betrieb der Pumpen zur Verfügung. Die Kapazität der beiden ersten Behälter mit je knapp 1000 m³ reichte dafür schon bald nicht mehr aus. 1827/1828 und 1836/1837 errichtete man je zwei zusätzliche Solespeicher als Rundbehälter mit Kuppeldächern.
Als Brennmaterial kam zunächst Holz und Torf zum Einsatz. In der ersten Hälfte des 19. Jahrhunderts stieg der Brennholzpreis stetig an. Ab 1862 wurde trotz der langen Transportwege auch Steinkohle verheizt. Erst mit dem Anschluss Rottweils an das Eisenbahnnetz 1868 konnte die Steinkohle kostengünstig genutzt werden.
Neben den Beamten und Offizianten der Verwaltung umfasste die Stammbelegschaft je nach Absatzlage 40 bis 70 Arbeiter. Hinzu kamen 200 bis 600 für die Saline tätige Handwerker, Fuhrleute, Holzhauer, Torfstecher und Tagelöhner ohne festes Arbeitsverhältnis.
Die Salzproduktion stieg bis 1847/1848 auf über 9000 t pro Jahr an. Das beste Betriebsergebnis lag 1837 bei 9442 t. Nachdem der Absatz in die Schweiz zurückging fiel die Produktion zwischen 1860 und 1870 auf durchschnittlich 2500 t pro Jahr. Mit dem Eisenbahnanschluss verbesserte sich die Absatzlage wieder. In der ersten Hälfte des 20. Jahrhunderts wurden zeitweilig über 7000 t pro Jahr produziert, davon ein zunehmender Anteil denaturiertes Vieh- und Gewerbesalz. Die Gesamtproduktion in 144 Betriebsjahren lag bei rund 800.000 t Siedesalz.
In den 1930er Jahren entstanden Pläne zur Modernisierung der Einrichtungen und Arbeitsabläufe, die wegen des Zweiten Weltkriegs nicht mehr zur Ausführung kamen. Nach dem Krieg und der Bildung des Südweststaats wurden die baden-württembergischen Salinen zur Südwestdeutschen Salinen GmbH zusammengeführt. Die Produktion im stark überalterten Rottweiler Betrieb war nicht mehr wirtschaftlich und wurde ab 1965 teilweise und am 2. April 1969 endgültig eingestellt.
Von den Gebäuden der Saline blieb ein Solebehälter erhalten und steht unter Denkmalschutz. Eines der Torfmagazine diente dem Bildhauer Erich Hauser als Künstlerwerkstatt und wird heute als Ausstellungsraum genutzt. Das Kuppeldach eines Sole-Rundbehälters wurde zum Salinenmuseum am Unteren Bohrhaus versetzt. Ein weiterer Rundbehälter steht beim Bad Dürrheimer Narrenschopf. Die übrigen Gebäude wurden abgebrochen. Auf dem Gelände und rundherum entstand das Rottweiler Gewerbegebiet Saline.

### Schachtbau am Stallberg

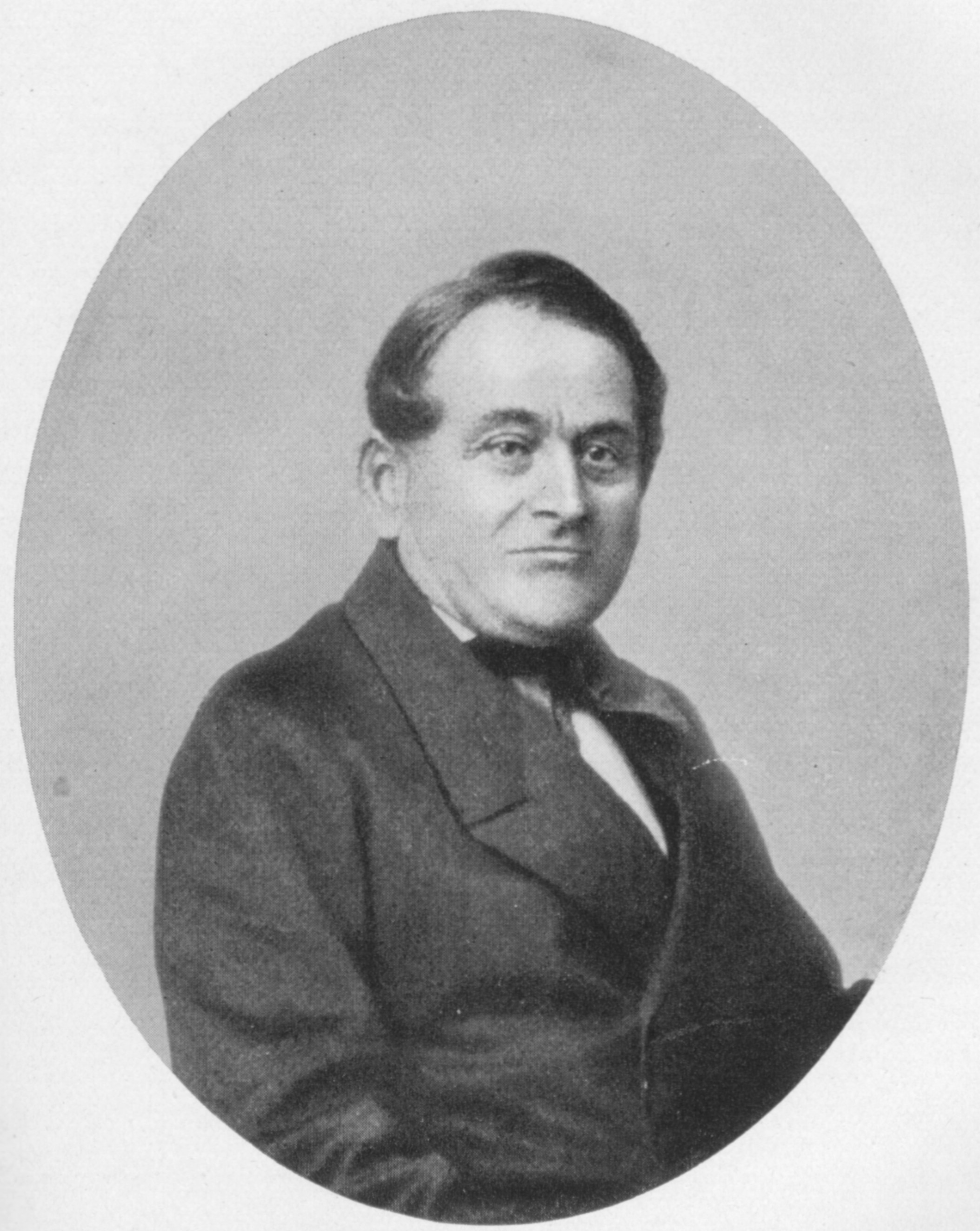
Friedrich von Alberti

Wenige Jahre nachdem die Salinen Wilhelmshall ihren Betrieb aufgenommen hatten, gab es Überlegungen, das Steinsalz am oberen Neckar bergmännisch zu erschließen um die Produktionskosten zu senken. Anstelle der Solebrunnen sollten Sinkwerke eine gleichmäßige Versorgung der Siedhäuser mit reiner, voll gesättigter Sole sicherstellen. Geringwertiges Vieh- und Gewerbesalz könnte bergmännisch abgebaut werden. Außerdem sollten so die Salzvorkommen besser ausgenutzt werden, als dies durch Solung möglich war.
In den 1830er Jahren gab es im Land nur wenig Erfahrung mit dem Salzbergbau. Man rechnete mit starken Wasserzuflüssen, die 1819 den Schachtbau bei Jagstfeld scheitern ließen. Als Standort kam nur das Neckartal in Frage, da es dort die nötige Wasserkraft für den Antrieb der Pumpen gab. Südöstlich des Stallbergs wurde 1839 mit einer Untersuchungsbohrung in 142 m Tiefe ein abbauwürdiges Steinsalzlager nachgewiesen.
1841 begann der Bau der Wasserkraftanlage und des Schachthauses. Der senkrechte Schacht war mit einem Durchmesser von 3,5 m im oberen Teil bis 2,86 m im unteren Teil geplant. Im Bereich wasserführender Schichten sollte er mit gusseisernen Tübbings gesichert werden, im übrigen Bereich mit Mauerwerk. In der Schachtscheibe war ein Fördertrum und ein Fahrtrum vorgesehen.
Im Dezember 1842 begann das Abteufen, das wesentlich langsamer vorankam als erwartet. Immer wieder gab es Wassereinbrüche, insbesondere bei starkem Regen oder Schneeschmelze, die den Schacht volllaufen ließen. Die eingesetzten Pumpen erwiesen sich als zu schwach und unzuverlässig. Nach acht Jahren war erst eine Tiefe von 56 m erreicht und es gelang nicht, das eindringende Wasser zuverlässig abzupumpen. Im Oktober 1850 wurden die Arbeiten eingestellt.

### Friedrich von Alberti
Die Bohrarbeiten standen unter der Leitung des Geologen Friedrich von Alberti, der zuvor als Bergkadett in Sulz am Neckar und als Salineninspektor in Friedrichshall tätig war. Mit 27 Jahren wurde er nach Schwenningen entsandt. Nach den erfolgreichen Bohrungen und dem Bau der Salinen bei Schwenningen und Rottenmünster war er bis 1853 als deren Verwalter tätig.
Alberti, 1836 zum Königlichen Bergrat ernannt, war stets um die Wirtschaftlichkeit seiner Betriebe bemüht. Die Zukunft der Salzgewinnung sah er im Salzbergbau: „Wenn längst die allein auf Bohrlöchern begründeten Salinen kaltgelegt sind, werden die Steinsalzgruben von Wilhelmsglück und Wilhelmshall noch in vollem Gedeihen […] sein“.
Der Versuch eines Schachtbaus am oberen Neckar misslang. Mit seiner großen Erfahrung leitete Alberti ab 1854 die Schachtarbeiten bei Friedrichshall, die 1859 zum Erfolg führten.

## Museum
Nach der Stilllegung der Rottweiler Saline blieben die Bohrhäuser im Primtal bestehen. Der 1975 gegründete Solebadverein Rottweil e. V. sorgte für den Erhalt der Einrichtungen. 1981 wurde das Salinenmuseum Unteres Bohrhaus eröffnet. Es zeigt die Bohrhäuser über den Solebrunnen, von denen zwei noch bis 1969 in Betrieb waren, sowie den Maschinenraum mit Wasserrad und Pumpe. Die Ausstellung in einem ehemaligen Sole-Rundbehälter dokumentiert die Geschichte der Saline Wilhelmshall und zeigt die Technik der Salzgewinnung. Seit 1986 wird das Museum vom Förderverein Salinenmuseum Rottweil e. V. ehrenamtlich betreut.
In der Nähe des Museums wurde 1986 noch einmal nach Salz gebohrt. Die geförderte Sole versorgt das Rottweiler Erlebnisbad Aquasol.